# Heinrich Otte

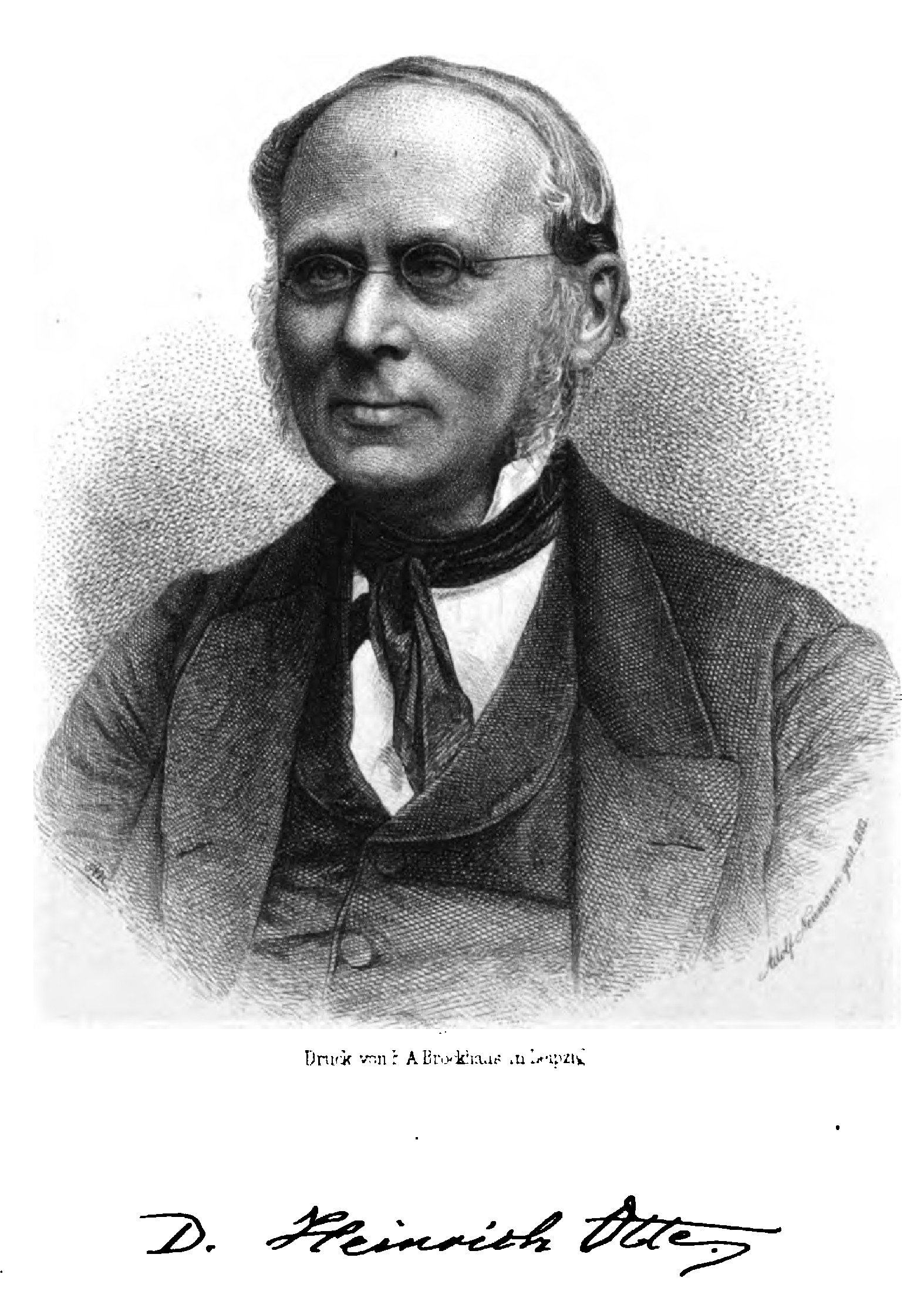
Heinrich Otte.

Heinrich Otte, född den 24 mars 1808 i Berlin, död den 12 augusti 1890 i Merseburg, var en tysk konsthistoriker och arkeolog.
Otte, som var verksam som präst, skrev grundläggande (ofta i flera upplagor utkomna) arbeten som Handbuch der Christlichen Kunstarchäologie des deutschen Mittelalters, Archäologisches Wörterbuch och Geschichte der romanischen Baukunst in Deutschland (Leipzig 1861—1874).